# Zapolje (plemstvo)
Zapolje (mađ. Szapolyai, Zápolyai), ugarska plemenitaška obitelj iz Hrvatske, koja vuče podrijetlo od plemića Tvrde koji je na području iznad Tisovca podigao Tvrdić-grad, a prema nekim tvrdnjama bili su u srodstvu s plemićima Borićima. Obiteljsko ime dobili su vjerojatno prema posjedu Zapolje kod današnje Nove Gradiške.

## Povijest
U 15. stoljeću Zapolje su se izdigli u vrlo moćno plemstvo. Mali požeški zemljoposjednik Mirko Zapolja (?-1487.) je 1464. godine postao hrvatsko-slavonski ban i kraljevski namjesnik, a nešto kasnije i palatin u Ugarskoj. Mlađi brat Mirka Zapolje, Stjepan (?-1499.) postao je šleskim guvernerom 1474., austrijskim guvernerom 1490., bečkim kapetanom i palatinom 1492. godine.
Stjepanov sin Ivan je bio najpoznatiji od Zapolja, glavni takmac nadvojvodi Ferdinandu I. Habsburškom u nadmetanju za hrvatsko-ugarsko prijestolje, kojeg su za kralja prihvatili u Ugarskoj, a za kralja ga je izglasao i slavonski dio hrvatskog plemstva na saboru u Dubravi 1527. godine.
Kralj Ivan gubi nakon desetljeća građanskog rata u Hrvatsko-Ugarskom kraljevstvu i povlači se na područje Erdelja. Mirom u Velikom Varadinu između Ferdinanda Habsburgovca i Ivana Zapolje, potonjem je priznato kraljevsko pravo u dijelu Ugarske u kojem je vladao, dok je Ferdinandu priznato pravo na Slavoniju, Hrvatsku i Dalmaciju. Po odredbama tog mira je nakon Zapoljine smrti i Ugarska trebala pripasti Ferdinandu, no Zapolji se rodio sin odnosno nasljednik koji je poremetio sve dogovore, te je Ivan prenio sva prava na sina Ivana Žigmunda, a ne na Ferdinanda.
Ivan Zapolja je umro 1540. godine. Naslijedio ga je Ivan Žigmund, koji je također pretendirao na kraljevski naslov. Drinopoljskim mirom se nagodio s Maksimilijanom Habsburškim te je prihvatio naslov erdeljskog vojvode. Njegovom smrću 1571. godine gasi se rod Zapolja. 

## Vanjske poveznice
- Zapolja Hrvatska enciklopedija